# Brad Linaweaver
Œuvres principales
- Moon of Ice
- Série Battlestar Galactica
- Série Doom

Brad Linaweaver, né le 1er septembre 1952 à Washington, en Caroline du Nord, et mort le 29 août 2019 à Apopka, en Floride, est un écrivain américain de science-fiction.
Son œuvre la plus célèbre est Moon of Ice, une uchronie d'abord parue sous la forme d'un roman court en 1982, puis développée comme roman en 1989. La première version est nommée aux prix Locus et Nebula du meilleur roman court, tandis que la seconde reçoit le prix Prometheus du meilleur roman. Il est également l'auteur de romans dérivés des séries Sliders : Les Mondes parallèles et Battlestar Galactica, ainsi que du jeu vidéo Doom.

## Œuvres

### UniversBattlestar Galactica

#### SérieBattlestar Galactica
Cette série est coécrite avec Richard Hatch.
1. (en) Paradis, 2003
2. (en) Destiny, 2004
3. (en) Redemption, 2005

### UniversDoom

#### SérieDoom
Cette série est coécrite avec Dafydd ab Hugh (en).
1. Dans les macchabées jusqu'au cou, Fleuve noir, 1996 ((en) Knee-Deep in the Dead, 1995), trad. Martine Backès  (ISBN 2-265-06112-3)
2. L'Enfer sur Terre, Fleuve noir, 1997 ((en) Hell on Earth, 1995), trad. Martine Backès  (ISBN 2-265-06113-1)
3. (en) Infernal Sky, 1996
4. (en) Endgame, 1996

### UniversSliders: Les Mondes parallèles
- (en) Sliders, 1996

### Romans indépendants
- (en) Moon of Ice, 1988
- (en) The Land Beyond Summer, 1999
- (en) Anarquia, 2004Écrit avec J. Kent Hastings.

### Recueils de nouvelles
- (en) Clownface, 1999

### Nouvelles traduites en français
- Stormbringer et les Enfants, 1996 ((en) The Littlest Stormbringer, 1994)Écrit avec William Alan Ritch. Parue dans l'anthologie Par-delà le multivers, Pocket coll. « Science-fiction » no 5645, 1996 (ISBN 2-266-07125-4)